# Pak
Pak (nemško Panzerabwehrkanone) je vojaška kratica, ki označuje Protioklepni top.

## Seznam topov
- 4,2 cm le. Pak 41
- 5 cm Pak 38
- 7,5 cm Pak 40
- 7,5 cm Pak 41
- 7,5 cm Pak 97/38
- 7,62 cm Pak 36 (r.)
- 7,62 cm Pak 39
- 8,8 cm Pak 43
- 8,8 cm Pak 43/41